# Дядько Фестер
Дядько Фестер (Фестер Аддамс)— член вигаданої родини Адамсів. Його зіграв Джекі Куган в оригінальному телесеріалі, Крістофер Ллойд у двох повнометражних фільмах, Нік Кролл у анімаційних фільмах 2019 та 2021 років, Фред Армісен у серіалі Netflix 2022 року Wednesday і Майкл Робердс у фільмі «Нова родина Аддамсів».

## Персонаж
Дядько Фестер — абсолютно безволосий, згорблений і бочкоподібний чоловік із темними запалими очима та часто божевільною усмішкою. Він завжди носить важку, повну шубу. Фестер походить від персонажа, намальованого карикатуристом Чарльзом Аддамсом, хоча це були односторінкові малюнки без історій чи імен персонажів. Тим не менш, персонажа можна впізнати в ряді мультфільмів як за зовнішнім виглядом (лисий, сутулий, із запалими очима), так і за поведінкою (наприклад, перетворює душ у спеціальну «обпікаючу» установку, годує плазмою крові садові рослини та випускає орла на сусідських домашніх голубів). Хоча його час від часу бачать з рештою родини, зокрема на обкладинках антології, його також бачать одного частіше, ніж інших. Іноді вказують, що він живе в маленькій халупі, оточеній кованим парканом.
Фестер має дивну здатність виробляти електрику. Він часто демонстрував це, кладучи в рот лампочку, яка світилася, супроводжуючись гучним тріском. В одному епізоді ситкому він стверджує, що володіє напругою 110 вольт, а в іншому епізоді він продемонстрував свою «магнітність», піднявши металевий прес-пап'є до своєї руки. Коли гарматне ядро влучає прямо в голову, він виглядає лише злегка приголомшеним, тоді як гарматне ядро відскакує від його голови.
У дядька Фестера іноді сильна мігрень, але, здається, вона йому подобається. Фестер полегшує свою мігрень, поміщаючи голову у великий гвинтовий прес і затягуючи його до рівнів, які звичайні люди не змогли б витримати. Іноді Фестер використовує гвинтовий прес на голові просто для задоволення.
Незважаючи на грізний вигляд і дивну поведінку дядька Фестера, він ніжний і турботливий до всіх. Він виявляє велику повагу до Гомеса і Мортісії. Він завжди виявляв любов і велику турботу до своїх племінниці і племінників, незважаючи на їх часту пустотливість.
В оригінальному ситкомі 1960-х років Фестер вважається дядьком Мортісії по материнській лінії (його ім'я римується з ім'ям Хестер, матері Мортісії), але з 1970-х років він є братом Гомеса. У всіх адаптаціях він є або дядьком, або двоюрідним дядьком Венздей та Пагслі. Він відомий як «Tío Fétido» в Іспанії, «Tío Lucas» в іспаномовних країнах і «Fétide» у Франції. У Бразилії він має два імені: «Тіо Чіко» (оригінальний серіал і мультфільм) і «Тіо Фестер» (бродвейський мюзикл і фільми).

## Телесеріал у прямому ефірі
У телевізійних серіалах 1960-х років Фестер (зображений Джекі Куганом) є дядьком Мортісії Аддамс. В одному епізоді він був збентежений, коли запитали його прізвище, припустивши, що він якось його забув. У кількох епізодах Фестер називає родовід Аддамсів так, ніби він був його власним, можливо, маючи на увазі певний ступінь переплетення кровної спорідненості в обох їхніх сімейних лініях, але спогади в епізодах «Роман Мортиції, частини 1 і 2» чітко вказують на те, що він Дядько Мортиції, брат її матері, Хестер Фрамп, вона же Бабуся Фрамп (у виконанні Маргарет Гамільтон), чиє дошлюбне прізвище так само не розголошується. У різних епізодах він був партнером у типових схемах ситкому з Гомесом, Мортісією або бабусею Адамс, що вказує на те, що жодному члену сім'ї не надається перевага над іншими.
Серіал 1998 року продовжує традицію, коли Фестер (зображений канадським актором Майклом Робердсом) є біологічним братом Гомеса, але між цією версією та серіалом 1960-х це єдина видима різниця. На додаток до оригінального серіалу про здатність дядька Фестера накопичувати електроенергію, в одному з епізодів інопланетяни ледь не викрали дядька Фестера, щоб використовувати його для живлення свого космічного корабля; інопланетяни залишають дядька Фестера, але лише після того, як «клонують» його для подорожі додому на космічному кораблі.
У шоу Netflix Wednesday Фестера грає Фред Армісен, де він допомагав Wednesday розгадувати її таємниці міста Єрихон і Nevermore Academy. Завдяки своєму захопленню електрикою тепер він може робити блискавку своїми руками.

## Фільми
У фільмі 1991 року «Сімейка Аддамсів» Фестер (його грає Крістофер Ллойд) є давно втраченим братом Гомеса Аддамса. Вважалося, що він загубився в Бермудському трикутнику на 25 років. Лихварка на ім'я Ебігейл Крейвен (у виконанні Елізабет Вілсон) змовляється вкрасти статок Аддамса за допомогою свого сина Гордона, який має моторошну схожість зі зниклим Фестером. Тієї ночі, коли Аддамси проводять сеанс, щоб зв'язатися з духом Фестера, у їхніх дверях з'являється Гордон, видаючи себе за Фестера. Незважаючи на те, що спочатку він був збентежений і нажаханий Адамсами, Гордон починає полюбляти родину та їхні дивні способи життя. Зрештою, він не слухається своєї матері та допомагає Гомесу та його родині повернути свій будинок. Пізніше виявилося, що Гордон насправді Фестер; через зникнення він страждав від амнезії, і Ебігейл знайшла його та переконала, що він її син. Зрештою Фестер відновлює свої спогади після удару блискавки в голову, що також дає йому здатність проводити електрику. У домашніх фільмах про дитинство Гомеса показано, що Фестер був безволосим у дитинстві (хоча, як Гордон, він спочатку з'являється з каштановим кучерявим волоссям, а пізніше показаний голеним).
Фестер, якого знову грає Ллойд, з'являється в продовженні Сімейних цінностей Адамсів 1993 року. Його приваблює Деббі Джеллінскі (у виконанні Джоан Кьюсак), яку Гомес і Мортісія найняли нянею, щоб доглядати за їхніми дітьми. Деббі виходить заміж за Фестера з наміром убити його та успадкувати його частку статку Аддамса, але він виживає після кожного замаху на його життя. Після того, як вона ненавмисно вбиває себе струмом, намагаючись убити всю родину, Фестер оплакує її смерть. Через деякий час Фестера починає приваблювати Деменція (роль якої виконує Керол Хенкінс), няня, яку кузен Ітт і його дружина найняли, щоб доглядати за їх дитиною.
Фестер знову з'являється у фільмі «Возз'єднання сім'ї Аддамс», роль якого зіграв Патрік Томас. Його зображують як божевільного вченого, що нагадує старі фільми жахів класу B. Він створює собаку на ім'я «М'ясник» як подарунок на день народження для Пагслі — собаку, яка перетворюється на тварину, яка пожирає шерсть, коли хтось каже «хороший хлопчик». Зрештою Батчер нападає на кузена Ітта, який, зрозуміло, дуже нервує біля нього.
Фестера озвучує Нік Кролл у комп'ютерній анімаційній адаптації «Сімейки Адамсів» та її продовженні, де йому дають голос у стилі Гілберта Готфріда.

## Мюзикл
У мюзиклі дядька Фестера зіграв Кевін Чемберлін в оригінальному бродвейському акторському складі. За цю роль Чемберлін був номінований на премію Тоні. Пізніше його зіграли Бред Оскар, Блейк Хаммонд, Рассел Дікстра та Шон Райс. Це втілення Фестера є оповідачем у мюзиклі та закохане в місяць. Тема кохання, очевидно, є його «спеціальністю», і він уміє грати на укулеле, коли співає пісню про кохання до місяця. Він також, здається, спілкується з предками протягом усього шоу більше, ніж інші персонажі.

## Відео ігри
Дядько Фестер з'являвся в кількох відеоіграх сім'ї Аддамс як ігровий персонаж. Він є головним героєм Fester's Quest, гри NES, і головним ігровим персонажем у грі Addams Family Values SNES. Він також є головним героєм аркадної машини "Electrifying ", де імітація «ураження електричним струмом» проходить через гравця, який тримається за дві ручки.